# Copiadora heliográfica
Una copiadora heliográfica o duplicadora heliográfica  es un aparato utilizado en el mundo de la reprografía para realizar copias por contacto sobre papel, a partir de dibujos originales hechos con ese fin en papel de calco, papel vegetal o cualquier otro material transparente o translúcido utilizando diferentes procedimientos entre ellos las tecnologías cianotipia y diazotipia. En términos generales se utiliza algún tipo de copiadora heliográfica  para la fabricación de: , grabados hectográficos, grabados de Ferro-galio, -litografías gel o impresiones sobre haluro de plata. Todos ellos, hasta un cierto tamaño, se puede conseguir usando una copiadora de contacto con una lámpara apropiada (ultravioleta, etc ..), pero para los planos de ingeniería y arquitectura de grandes dimensiones, las copiadoras heliográficas utilizadas con tecnologías de cianotipia y diazotipia, suelen ser de rodillos de grandes dimensiones (que permitan pasar la anchura del rollo), lo que las hace completamente diferentes de una duplicadora de contacto que suele llegar hasta DIN A3 .
En el habla de los ingenieros, arquitectos y dibujantes, el plano resultante del proceso de copia tenía tradicionalmente el nombre de Blueprint, derivado del color del fondo de la técnica de cianotipia, la versión anterior del proceso de copias de planos. Cuando la diazotipia a base de compuestos de diazo cambió el color de fondo al blanco, en los entornos técnicos, por tradición, se mantuvo el nombre de  Blueprint para las copias de planos técnicos, aunque en los países de habla inglesa, el nombre se intentó cambiar de  Blueprint  a  Whiteprint. El papel heliográfico tiene un tamaño estándar en anchura (desde 30 cm hasta 60 cm), se corta el papel a la longitud requerida por el original.

## Historia
La sensibilidad a la luz de ciertos productos químicos utilizados en el proceso cyanotype, ya era conocido cuando el científico Inglés y astrónomo Sir John Herschel descubrió el procedimiento en 1842 y varios otros procesos de impresión relacionados fueron patentados por la década de 1890. Cuando Herschel desarrolló el proceso, lo consideraba principalmente como un medio para reproducir notas y diagramas, como su uso en los planos .,

## Cyano-Copiadora

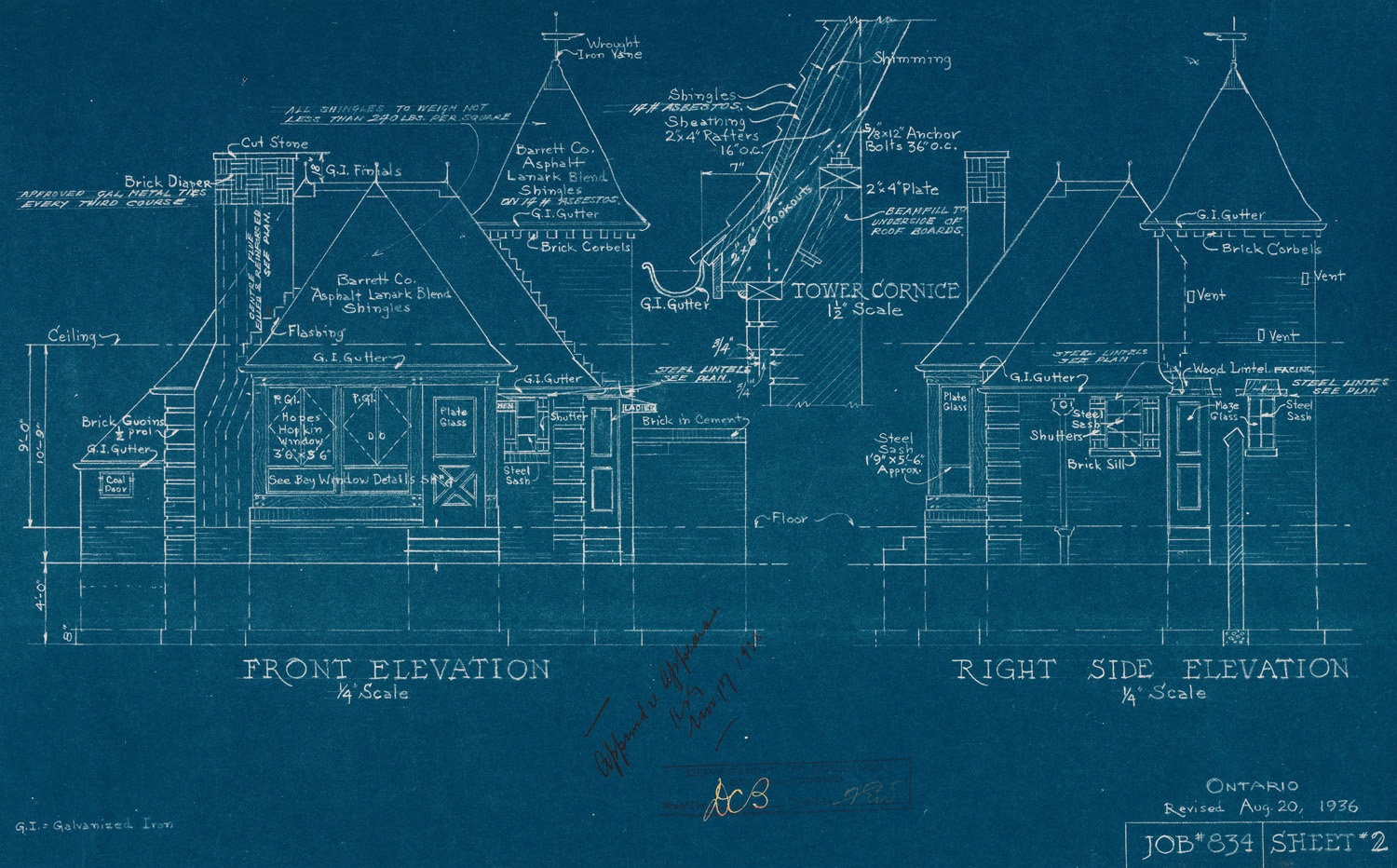
Architectural drawing, Canada, 1936

Se trata de un procedimiento sencillo para la reproducción de cualquier documento sobre un soporte que permita el paso la luz. Los ingenieros y arquitectos hacían sus diseños en papel de calidad;  Estos se copiaban a mano sobre papel vegetal usando tinta china y se archivaban para reproducirlos con la Cyano-Copiadora  siempre que fuera necesario.
El proceso Blueprint elimina el gasto de la reproducción foto-litográfica o el copiado a mano de dibujos originales.  En la década de 1890 en los estudios de arquitectura de Norteamérica, el coste de los blueprint era la décima parte del coste de una reproducción hecha a mano. El proceso blueprint todavía se utiliza para efectos artísticos y fotográficos especiales, sobre papel o sobre tela.
Se han utilizado distintos procesos Blueprint a base de compuestos férricos fotosensibles.  El más conocido es probablemente un proceso que utiliza el citrato férrico de amonio como componente sensible y el ferricianuro de potasio como revelador. En este procedimiento se forma un compuesto claramente azul, el proceso también se conoce como cyanotype. El papel se impregna con una solución de citrato férrico de amonio y se seca.  Cuando el papel se expone a la luz, se produce una foto-reacción que convierte el hierro trivalente (férrico) en hierro bivalente  (ferroso). Entonces se revela la imagen utilizando una solución de ferricianuro de potasio formando ferrocianuro férrico que es insoluble (azul de Turnbell idéntico al azul de Prusia ) con hierro bivalente.  El exceso de citrato férrico de amonio y de ferricianuro de potasio se eliminan por lavado.

### Características
En un procedimiento normal se mezclan en igual cantidad una solución al 8% de ferricianuro de potasio y una solución al 20% de citrato de amonio y hierro (III). Esta solución fotosensible se aplica a una superficie (como papel) y se deja secar en la oscuridad. Las cianotipias pueden ser impresas en cualquier superficie capaz de absorber la solución de hierro. Aunque el papel es el medio preferido, se han utilizado otros materiales.
Al exponer la superficie a la luz ultravioleta, el hierro en las áreas expuestas se reduce, cambiando el papel al color azul (cian) que da nombre al procedimiento. El cambio de color depende de la cantidad de luz, pero pueden obtenerse resultados aceptables tras una exposición de 10 a 20 minutos en un día soleado. Las impresiones pueden hacerse con negativo de gran formato, y película litográfica, o cualquier objeto cotidiano puede utilizarse para producir fotograma.
Después se somete a un enjuagado final que elimina las sustancias solubles del papel y solo queda el colorante azul formado.
El proceso puede acelerarse sumergiendo la impresión en una solución al 3% de agua oxigenada (peróxido de hidrógeno).

## Diazo-Copiadora

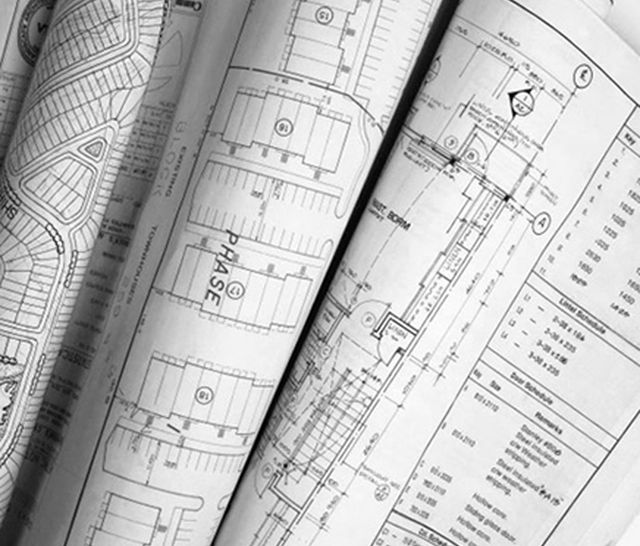
Copias diazo de planos

Los whiteprints reemplazaron el proceso blueprint para la reproducción de diseños de arquitectura y  de ingeniería debido a que el proceso era más simple y empleaba menos productos químicos tóxicos.
Una impresión de la línea azul no es permanente y se desvanecerá si se expone a la luz durante semanas o meses, pero una impresión de dibujo que dura solo unos pocos meses es suficiente para muchos propósitos (p-e-ː impresiones de prueba)
Se les dio los diferentes nombresː "whiteprint copier", "blue-line copier" o "diazo copier", debido a la naturaleza del proceso, que consiste en exponer a una luz ultravioleta un documento previamente sensibilizadas con un componente denominado diazo, revelándolo finalmente en un baño (una solución de amoniaco en agua) que convierte las partes no expuestas a la luz, a un color azul oscuro (línea azul) sobre un fondo casi blanco.

### Características
Un tenue olor a amoniaco y el tono tenuemente morado del papel son las características principales de una diazo-copia. Las líneas oscuras en el original quedan como trazos de un color violeta oscuro y los espacios en blanco de un color blanco tenuemente violeta. La parte posterior de los planos es de un color crema en el que se van degradando los dobleces que quedan de otro color.
Las copias diazo son variables en longitud y para ello el papel heliográfico tiene un tamaño estándar en anchura (desde 30 cm hasta 60 cm), al final se corta el papel a la longitud del original.
El papel usado para las copias diazo debe estar sensibilizado a la luz ultravioleta de un tipo bond-paper o de otro tipo similar.

## Operación
Se introduce el original conjuntamente con el papel sensibilizado dentro de unos rodillos que los arrastran exponiéndolos paso a paso a una fuente de luz ultravioleta, normalmente e una lámpara de luz negra,  de forma similar a la acción manual de exponer ambos papeles fuertemente unidos directamente a la luz solar.
- En la ciano-copiadora, una vez expuesto, el papel copiado se sumerge en una solución de revelado a partir de ferricianuro de potasio y debe ser lavado con agua para eliminar el exceso de citrato férrico de amonio y de ferricianuro de potasio .

- En la diazo-copiadora, una vez expuesto. el papel se sumerge en una solución de revelador hecha a base de amoniaco (o bien al vapor de amoniaco) que deja en las partes del papel no expuestas a la luz un característico color violado oscuro.